# Rio Tereré
Rio Tereré är ett vattendrag i Brasilien.   Det ligger i delstaten Mato Grosso do Sul, i den södra delen av landet, 1 200 km sydväst om huvudstaden Brasília.
Omgivningarna runt Rio Tereré är huvudsakligen savann. Trakten runt Rio Tereré är nära nog obefolkad, med mindre än två invånare per kvadratkilometer.